# Браунинг, Джон Мозес
Джон Мозес Браунинг (англ. John Moses Browning; 23 января 1855, Огден (штат Юта, США) — 26 ноября 1926, Льеж) — конструктор-изобретатель ручного огнестрельного оружия, автор революционных нововведений в этой области. Американец по происхождению, работал в Бельгии.
Автор первого в мире серийного 12,7-мм крупнокалиберного пулемета Browning M1921.
Пистолеты конструкции Браунинга: Браунинг 1900, Браунинг 1903, Браунинг 1906, Браунинг 1910.
Пистолет Браунинга M1911 до сих пор является одним из самых узнаваемых и популярных орудий личного пользования для гражданских лиц, а также полиции и армии США.

## Биография
Джон Мозес Браунинг родился 23 января 1855 года в городе Огден в штате Юта.

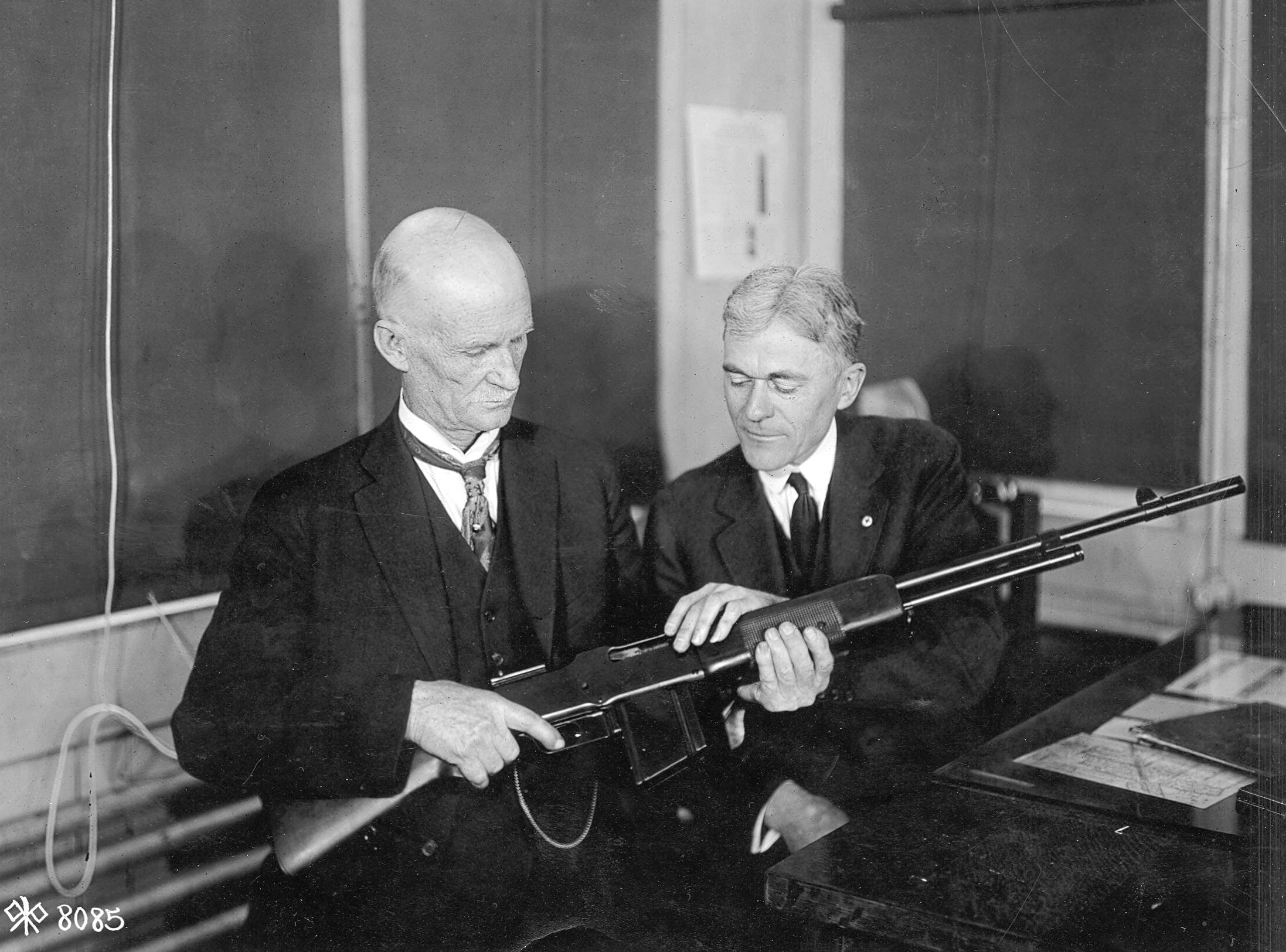
Д. М. Браунинг с винтовкой M1918

Первый патент на казнозарядную систему получил в 1879 году, конструировал дробовые ружья в фирме «Ремингтон», однозарядные винтовки винчестер, многозарядные ружья, пулемёты.
Наибольшую известность ему принес автоматический (самозарядный) пистолет, запатентованный бельгийской оружейной компанией «Фабрик Насьональ» в Эрстале.
Позже разрабатывал подобные системы для американской армии в компании Кольта. За 71 год своей жизни Джон Мозес Браунинг создал 37 моделей нарезного оружия и 18 — гладкоствольного.
Конструкции Браунинга неоднократно копировались и служили предметом подражания для специалистов других стран, таких как Чехия, Россия, Германия. В частности, Ф. Токарев использовал наработки Браунинга при создании знаменитой модели ТТ. 
Браунинг умер за рабочим столом в конструкторском бюро своего сына Вэла Браунинга в Льеже 26 ноября 1926 года от остановки сердца, работая над чертежами нового самозарядного пистолета.